# Сато, Юка (легкоатлетка, 1992)
Юка Сато (яп. 佐藤 友佳; род. 21 июля 1992, Осака) — японская легкоатлетка, специалистка по метанию копья. Выступает за сборную Японии по лёгкой атлетике с 2009 года, обладательница бронзовой медали чемпионата Азии в Кобе, чемпионка страны, участница чемпионата мира в Дохе.

## Биография
Юка Сато родилась 21 июля 1992 года в префектуре Осака, Япония. Занималась лёгкой атлетикой во время учёбы в колледже в Хигасиосаке.
Впервые заявила о себе на международной арене в сезоне 2009 года, когда вошла в состав японской национальной сборной и выступила на юношеском мировом первенстве в Брессаноне, где в зачёте метания копья стала девятой.
В 2010 году выиграла бронзовую медаль на юниорском мировом первенстве в Ханое.
На домашнем чемпионате Азии 2011 года в Кобе с результатом 54,16 метра выиграла в метании копья бронзовую медаль.
После достаточно длительного перерыва в 2019 году на соревнованиях в Фукуоке установила свой личный рекорд 62,88 метра и вернулась в основной состав легкоатлетической команды Японии. Благодаря череде удачных выступлений удостоилась права защищать честь страны на чемпионате мира в Дохе — метнула здесь копьё на 55,03 метра, чего оказалось недостаточно для преодоления предварительного квалификационного этапа.
В 2020 году на чемпионате Японии в Ниигате с результатом 59,32 метра превзошла всех своих соперниц в метании копья, в том числе взяла верх над действующей рекордсменкой страны Харукой Китагути, и завоевала тем самым золотую медаль.